# Traité des excitants modernes
Le Traité des excitants modernes est un essai d’Honoré de Balzac, paru 1839, en appendice à une nouvelle édition Charpentier de la Physiologie du goût de Brillat-Savarin. Ce traité serait, d’après Balzac : « Une manière de dessert, après un livre aimé, fêté par le public comme un de ces repas dont, suivant l'auteur, on dit : “Il y a nopces et festins, appuyez sur le p !” »
Déclaration assez modeste puisqu’en réalité le traité de Balzac servait un « effet d’annonce » de l’éditeur qui présentait ainsi l’ensemble : Physiologie du goût, suivie du Traité des excitants modernes par M. de Balzac.
Le romancier consacre à cinq substances récentes une étude qu’il introduit de la façon suivante :

« L’absorption de cinq substances, découvertes depuis environ deux siècles et introduites dans l’économie humaine, a pris depuis quelques années des développements si excessifs, que les sociétés modernes peuvent s’en trouver modifiées d’une manière inappréciable. Les cinq produits concernés sont le café, l’eau-de-vie ou l’alcool, le thé, le sucre et le tabac :
 
1°) L’eau-de-vie ou alcool, base de toutes les liqueurs, dont l’apparition date des dernières années du règne de Louis XIV, et qui furent inventées pour réchauffer les glaces de sa vieillesse.

2°) Le sucre. Cette substance n’a envahi l’alimentation populaire que récemment, alors que l’industrie française a su la fabriquer en grandes quantités et la remettre à son ancien prix, lequel diminuera certes encore, malgré le fisc, qui la guette pour l’imposer.

3°) Le thé, connu depuis une cinquantaine d’années.

4°) Le café, quoique anciennement découvert par les Arabes, l’Europe ne fit un grand usage de cet excitant que vers le milieu du dix-huitième siècle.

5°) Le tabac, dont l’usage par la combustion n’est devenu général et excessif que depuis la paix en France. »

Dans son étude, il conseille parfois des recettes et analyse les effets sur l’organisme de telle substance. Il décrit la situation économique d’un produit, la raison de son essor, et livre sa critique. À ce propos, Balzac était un grand consommateur de café, qu’il absorbait quelle que soit l’heure pour dormir le moins possible et stimuler ses facultés littéraires. Cette excessive consommation de café est certainement à l’origine de son épuisement rapide : le manque de sommeil a dû peser jusqu’à l’anéantir.
Cette série d’études rappelle par certains aspects Les Paradis artificiels de Charles Baudelaire, chronique sur les effets du haschich et de l'opium, accompagnée de recettes et d’informations historiques. Baudelaire, qui admirait fort Balzac, a d’ailleurs sûrement lu ces articles.[réf. nécessaire]